# Бельтран де Риснель
Бельтран (или Бертран) де Риснель, также известный как Бертран де Лаон (исп. Beltrán o Bertrán de Risnel; умер 17 июля 1134 г.) — арагонский политический и военный лидер французского происхождения во время правления Альфонсо Воителя, который приходился ему двоюродным братом. Бельтран был в основном активен в королевствах Леон и Кастилия, которыми Альфонсо какое-то время правил вместе со своей женой, королевой Урракой. Он получил леонские титулы и управлял территориями в Леоне и Кастилии от имени короны. Он лишь изредка посещал двор короля Альфонсо или королевы Урраки, но иногда выступал в качестве посредника. Он все больше вовлекался в политику леонского двора, в конце концов служил графом при дворе Альфонсо VII и женился на сводной сестре короля. В 1130 году он присоединился к своему тестю в восстании и в конечном итоге сильно потерял в статусе. В конце концов он присоединился к Альфонсо Воителю и погиб в бою вместе с ним.

## Французское происхождение
Бельтран был родом из графства Шампань. Он был связан как с королями Франции из династии Капетингов, так и с королями Арагона из династии Хименес. Его отцом был Ги де Конфлан, кастелян Прени, а матерью — Хильдиард (или Одиард), дочь Тибо, графа Рейнеля, и Ирментруды. Эта Ирментруда была дочерью Хильдуина IV , графа Мондидье и сеньора Рамерупта, и Алисы, наследницы графства Руси. Алиса была внучкой Хедвиги, дочери первого короля Франции Гуго Капета, который, таким образом, был предком Бельтрана.
Брат Ирментруды, граф Эбль II де Руси, участвовал в кампании в Испании в 1073 году, а их сестра Фелиция вышла замуж за короля Санчо Арагонского, отца Альфонсо Воителя. Таким образом, Бельтран и Альфонсо были родственниками. Сестра Ирментруды, Беатрис, вышла замуж за Жоффруа II, графа Перша, и была матерью графа Ротру III, который также служил Альфонсо в Испании в 1123—1131 годах. Ротру и Бельтран также были двоюродными братьями.
Согласно генеалогии Фуаньи, у Бельтрана было три брата — Эблес, Роберт и Уильям (по имени Рофроидус) — и сестра Беатрис. Эблес был сеньором Монфора в Орнуа и кастеляном Бюсси; он основал аббатство Во-ан-Орнуа. Роберт унаследовал Конфлан-ан-Жарнизи. Беатрис вышла замуж за Хьюга де Монкорне, а затем за Кларембо дю Марше де Лаона.

## Прибытие в Кастилию
Бельтран прибыл в Кастилию в сопровождении своего двоюродного брата Альфонсо Воителя, короля Арагона, который назначил его губернатором Логроньо в июне 1112 года и Каррион-де-лос-Кондес в 1113 году. Документ, датированный 27 октября 1112 года и хранящийся в галликанском картулярии Вальпуэсты, свидетельствует о том, что Бельтран был графом в Термино и Панкорбо.
Вслед за Луисом де Саласаром-и-Кастро некоторые историки предположили, что Бельтран, возможно, приехал в Кастилию в компании двух других иностранных магнатов — Эмери II из Нарбонны и Эрменголя VI из Ургеля — вслед за Педро Гонсалесом де Лара, тогдашним любовником королевы Урраки и врагом Альфонсо. Педро возвращался из ссылки в графстве Барселона, куда он бежал от Альфонсо после того, как последний осадил его в Монсоне. Однако дата этого изгнания слишком поздняя (1115 год).
Графство Каррион под управлением Бельтрана не соответствовало по расширению тому же графству, которым владел Педро Ансурес во время правления отца королевы Урраки, Альфонсо VI. Это графство лежало вдоль реки Каррион от Сальданьи до двадцати пяти километров к югу и вдоль Пути Святого Иакова на протяжении тридцати километров до Мельгар-де-Фернаменталь на востоке. Из записей неясно, входили ли эти земли в состав Кастилии или Кампо-Готико, который был регионом Леона. В начале 1113 года они фактически находились под контролем Альфонсо Воителя. Графство Бельтрана не включало Сальданью, которой правил Педро Ансурес до конца 1117 года, затем Педро Лопес де Монфорте (по крайней мере, с ноября 1119 года по март 1125 года). Весной 1113 года Уррака восстановил Каррион. Позже, между 1121 и 1122 годами, Альфонсо снова контролировал его. На протяжении всех этих изменений Бельтран продолжал управлять Каррионом.

## На службе у Урраки
С 1113 по 1115 год Бельтран находился при дворе королевы Урраки, где он был признан графом. Поскольку это был период открытой войны между разлученными супругами, присутствие Бельтрана при дворе Урраки, вероятно, указывает на то, что он действовал как дипломат. Он вел переговоры с королевой от имени Альфонсо еще 13 марта 1115 года. К концу апреля Альфонсо приехал в Саагун, чтобы лично встретиться с королевой, как со своей женой, так и со своим соперником. Король поставил Бельтрана во главе города и заставил аббата Саагуна заключить с ним мир. В 1116 году Бельтран держал Монсон.

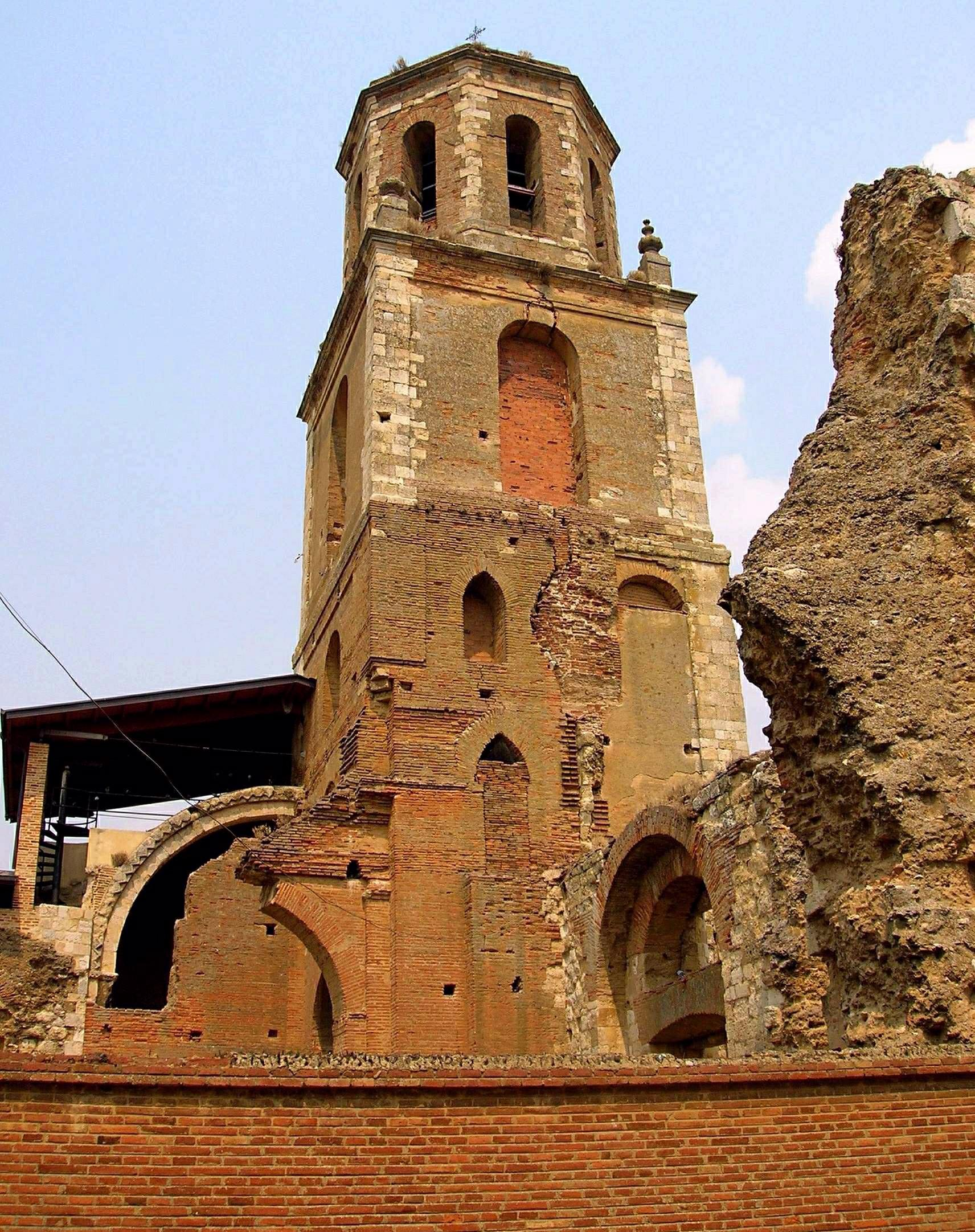
Часовая башня монастыря Саагун. У Бельтрана были важные отношения с монастырем, он даже разрешил судебный процесс между монастырем и городом. Анонимная хроника из монастыря была важным источником информации о ранней карьере Бельтрана.

Согласно Первой Анонимной Хронике Саагуна, в феврале 1117 года синод Бургоса назначил Бельтрана защитником (адвокатом) изгнанных жителей Саагуна в судебном процессе против монахов местного монастыря, слушавшемся перед архиепископом Толедо Бернаром. Хроника язвительно описывает Бельтрана, которого она обвиняет в том, что он склонил горожан Саагуна ко лжи. Синод также назначил епископов Хью Опорто и Паскаля Бургоса ответственными за удовлетворение требований монахов к мещанам и за возвращение последних в свои дома. Это свидетельствует о мире, царившем в то время между Альфонсо и Урракой, поскольку первый тем самым признавал Паскаля законным епископом Бургоса, а второй признавал Бельтрана законным графом Карриона.
В 1119 году Бельтран снова присутствовал при дворе королевы, возможно, во время попытки переворота Гутьерре Фернандеса в июле. 8 октября Бельтран и Педро Фройлас де Траба засвидетельствовали хартию молодого наследника и соправителя Альфонсо VII для монастыря Саагун. Бельтран подтвердил еще две хартии Альфонсо VII во время правления Урраки: 1 ноября 1124 года и 19 января 1125 года.
Уррака умерла в 1126 году, и ему наследовал Альфонсо VII. В начале правления Альфонсо, по крайней мере, с июня 1126 года, Бельтран управлял новым феодальным владением Абиа-де-лас-Торрес. В 1127 году два Альфонсо, короли Арагона и Кастилии-Леона, подписали Тамарский мир, после чего Альфонсо VII сделал Бельтрана губернатором Бургоса.

## Браки и дети
Первые анонимные хроники Саагуна записывают, что первой женой Бельтрана была Уррака Муньос, вероятно, сестра Химены Муньос (возлюбленной короля Альфонсо VI) и графа Родриго Муньоса. Она была вдовой графа Гомеса Гонсалеса, который погиб, возглавляя войска королевы против арагонцев в битве при Кандеспине 26 октября 1111 года. Он был заключен в тюрьму Родриго Муньосом, но был освобожден благодаря вмешательству королевы.
Второй брак Бельтрана, вероятно, состоялся в 1128 или 1129 году. Его второй женой была Эльвира Перес, внебрачная дочь королевы Урраки и Педро Гонсалеса де Лара, которая впервые упоминается в документе 1117 года, её родители, вероятно, были любовниками с 1112 года. Этот брак, вероятно, был устроен императором Альфонсо VII . Эльвира, родившаяся около 1113 года, уже была вдовой, её первый муж, Гарсия Перес де Траба умер. Из-за незаконнорожденности Эльвира не именовалась инфантой, что позволяет здесь отличить ее от тетушки, инфанты Эльвиры, графини Тулузской, с которой ее иногда путают. Во время их брака, который состоялся к 1130 году, Альфонсо подарил Эльвире деревни Ногал и Олмильос, расположенные на Пути Святого Иакова в Северной Кастилии. В январе 1168 года Эльвира пожертвовала виллы монастырю Саагун в Леоне. Также во время их брака Альфонсо даровал титул графа Бельтрану.
Согласно вышеупомянутой «Генеалогии Фуаньи», написанной около 1161 года, Бельтран «имел от дочери императора Испании детей обоих полов» (quia de filia imperatoris Hispanie habuit liberos utriusque sexus), но не называет их. Некая Мария Бельтран, вышедшая замуж за Иньиго Хименеса, сеньора Камероса, в качестве его второй жены, возможно, была дочерью Бельтрана.

## Бунт тестя
В 1130 году дом Лара поднял восстание против Альфонсо VII Императора в пользу назначения шурином короля Бельтрана, родным братом Эльвиры, Фернандо Пересом де Лара, сыном Урраки и Педро. Бельтран присоединился к своему тестю в восстании, и вместе они захватили город Паленсия (или, возможно, Паленсуэла). В июне Альфонсо VII Император осадил Паленсию (или Паленсуэлу), захватив Педро и вынудив Бельтрана вести переговоры. Chronica Adefonsi imperatoris, которая обвиняет Педро и Бельтрана в том, что они «вызывают большие беспорядки в королевстве», сообщает, что они были закованы в цепи в тюрьме в городе Леон, пока не сдали все свои замки и города.
Хотя первоначально он был опозорен, после освобождения он продолжал подписывать королевские хартии вплоть до 1133 года, хотя больше никогда не был резидентом двора Альфонсо VII . Еще в 1131 году он все еще держал Кастрохерис.

## Смерть в бою
Бельтран де Риснель присоединился к последней военной экспедиции Альфонсо Воителя против мусульманского города Фрага. Он погиб в битве при Фраге 17 июля 1134 года, вскоре после этого умер король. Английский хронист Ордерик Виталий записывает, что во Фраге король приказал Бельтрану атаковать верблюдов противника. Когда Бельтран посоветовал проявлять осторожность, король обвинил его в трусости, и Бельтран немедленно возглавил атаку. Верблюды убежали, но преследователи впоследствии попали в засаду и были убиты. Chronica Adefonsi imperatoris сообщает, что Бельтран (Beltran de Lannuces) был среди лидеров в битве при Фраге и что все лидеры были убиты.